# Amtsgericht Pfaffenhofen an der Ilm
Das Amtsgericht Pfaffenhofen an der Ilm ist eines von 73 Amtsgerichten in Bayern und ein Gericht der ordentlichen Gerichtsbarkeit mit Sitz in der Stadt Pfaffenhofen an der Ilm. Das Gericht verhandelt die Zivil- und Strafsachen des Zuständigkeitsbereiches bis auf Insolvenzverfahren, Registersachen und Zwangsversteigerungen. Für diese Fälle ist das Amtsgericht Ingolstadt zuständig.

## Geschichte und Gebäude
Vorläufer des Gerichts war das Landgericht Pfaffenhofen, das neben der Rechtsprechung auch Verwaltungsaufgaben und Beurkundungen wahrnahm. Es wurde 1803 im Verlauf der Verwaltungsneugliederung Bayerns errichtet. 27 Gemeinden des Landgerichtsbezirks Pfaffenhofen, nämlich Burgstall, Fahlenbach, Gaden bei Geisenfeld, Gambach, Gebrontshausen, Geisenfeld, Geisenfeldwinden, Gosseltshausen, Gotteshofen, Haushausen, Hög, Königsfeld, Langenbruck, Niederlauterbach, Nötting, Oberlauterbach, Parleiten, Pörnbach, Puch, Raitbach, Rohrbach, Rottenegg, Untermettenbach, Unterpindhart, Winden am Aign, Wolnzach und Zell wurden 1862 in das neugegründete Landgericht Geisenfeld ausgegliedert.
Ebenfalls 1862 wurden durch eine Justiz- und Verwaltungsreform im Königreich Bayern Bezirksämter, die Vorläufer der Landratsämter, neu geschaffen und ihnen die bisherigen Verwaltungsaufgaben der Landgerichte übertragen. Da nach der Reform auch für das neue Bezirksamt Räumlichkeiten erforderlich waren und die bisherigen Räumlichkeiten den neuen Bedürfnissen des Landgerichtes nicht mehr genügten, wurde für dieses das heutige Amtsgerichtsgebäude in der Ingolstädter Straße 45 errichtet, dessen Bau 1865 abgeschlossen war. 
Nach der Reichsgründung 1871 wurden im Zuge der Justizvereinheitlichung durch die Reichsjustizgesetze 1879 das Landgericht aufgelöst. An seine Stelle trat das heutige  Gericht mit dem Namen „Amtsgericht Pfaffenhofen an der Ilm“ (bis 1918: „Königlich-Bayerisches Amtsgericht Pfaffenhofen an der Ilm“).
Im Rahmen einer kommunalen Neugliederung wurde 1971 und 1972 überlegt, den Gerichtsbezirk des Gerichts auf die umliegenden Amtsgerichte aufzuteilen, im Februar 1973 wurde allerdings die Entscheidung gefällt, das Gericht beizubehalten. Das Amtsgericht Geisenfeld wurde aufgelöst und sein Bezirk dem Amtsgerichtsbezirk Pfaffenhofen hinzugefügt.
Das Gebäude in der Ingolstädter Straße 45 wurde schließlich 1986 bis 1988 renoviert und erweitert.

## Zuständigkeit
Das Amtsgericht Pfaffenhofen ist für die Städte Geisenfeld, Pfaffenhofen an der Ilm, Vohburg an der Donau, die Gemeinden Baar-Ebenhausen, Ernsgaden, Gerolsbach, Hettenshausen, Ilmmünster, Jetzendorf, Münchsmünster, Pörnbach, Reichertshausen, Rohrbach, Scheyern, Schweitenkirchen sowie die Märkte Hohenwart, Manching, Reichertshofen und Wolnzach zuständig.

## Instanzenzug
Das Amtsgericht Pfaffenhofen an der Ilm liegt im Landgerichtsbezirk Ingolstadt, welches wiederum dem Oberlandesgericht München und in letzter Instanz dem Bundesgerichtshof untersteht. Bis 1988 gehörte es zum Bezirk des Landgerichts München II.